# Morový sloup (Brno)

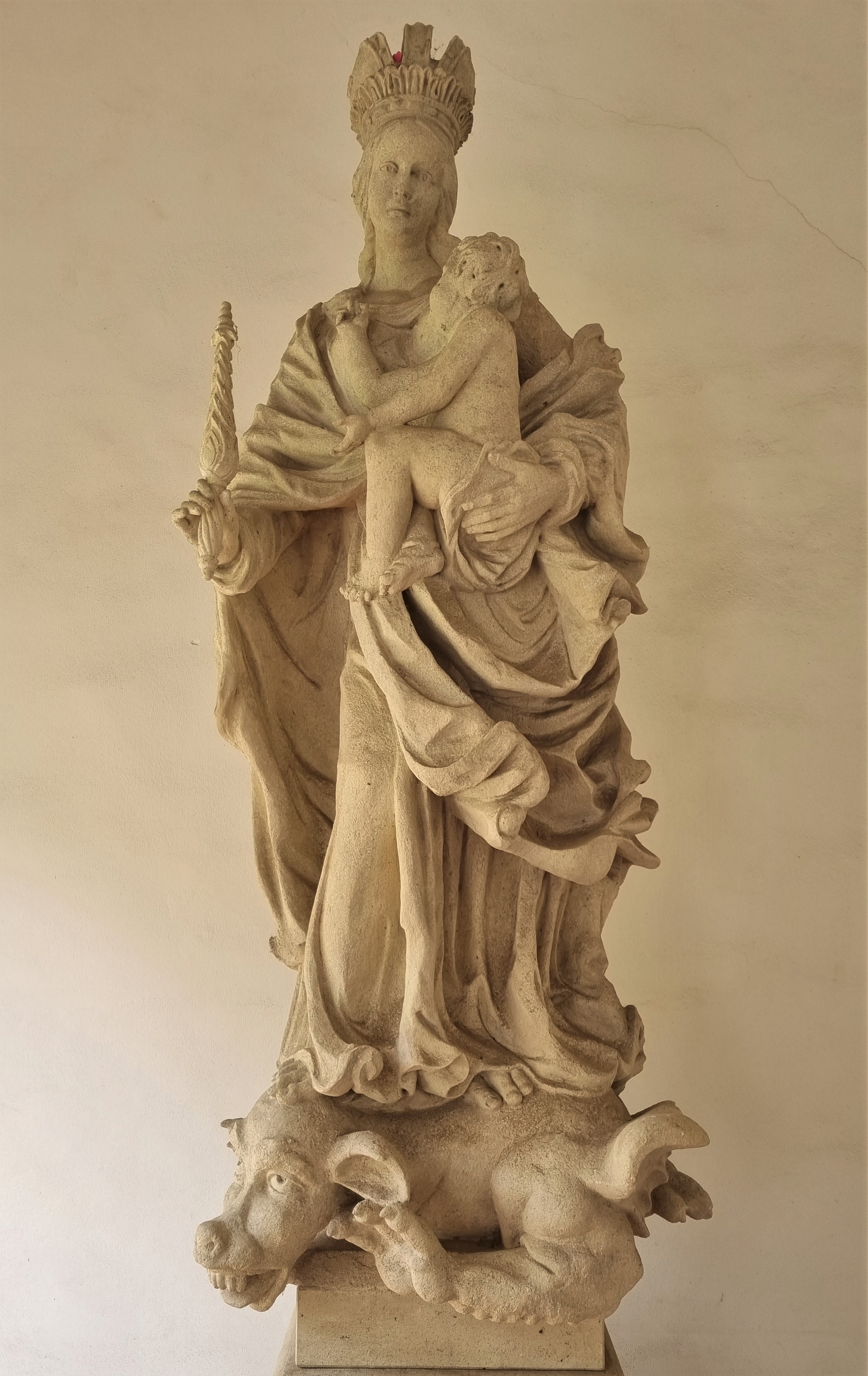
Originál vrcholové sochy Madony - Ferdinand Pfaundler (1679–1681)

Morový sloup (též Mariánský sloup) je barokní sloup na náměstí Svobody v Brně. Byl postaven v letech 1679–1683 na památku rozsáhlé morové epidemie (proto morový sloup), která město sužovala v letech 1679–1680. Nachází se v severní (horní) části náměstí a tvoří jeho výraznou dominantu. Je zasvěcen Panně Marii (proto mariánský sloup) a pěti morovým světcům. Jeho raně barokní podoba vychází z podoby mariánského sloupu vztyčeného na náměstí Am Hof ve Vídni.

## Historie a popis
Zednické práce byly svěřeny dílně Jana Křtitele Erny a jeho základy byly položeny již v roce 1679. Z materiálu byl na architekturu zvolen bílošedý mramor pocházející z dolu u Pernštejna a na sochy egenburský vápenec. Práce na sloupu byly ukončeny na podzim roku 1683. Brzy nato se ale na stavbě začaly projevovat statické poruchy, a tak musel být sloup až do roku 1689 opravován. Byl například nahrazen prasklý centrální sloup (1686), na který byl tentokrát zvolen mramor salcburský. Novou hlavici (1687-8) vytvořil Ital Jakub Conenall.
Na výzdobě sloupu se podílelo hned několik umělců. Socha Panny Marie s Ježíškem (v současnosti nahrazena kopií) umístěná na vrcholu sloupu je dílem Ferdinanda Pfaundlera, stejně jako svatá Rozálie v grottě a rovněž rostlinný dekor na postamentu (1679–1681). Čtyři sochy světců v rozích podstavce představují svatého Šebestiána, Rocha, Karla Boromejského a Františka Xaverského. Prací na těchto sochách byli pověřeni Baltasar Frobel a Jan Kašpar Pröbstl (1683). Konkrétní podíl těchto sochařů se ale díky mnoha opravám s doplňkům nedá spolehlivě určit. Pröbstl vytvořil také kartuše s andílky na podstavci sloupu (1686-7).
Dne 23. března 1964 byl sloup vyhlášen kulturní památkou. Od května do října roku 2006 sloup prošel rekonstrukcí, která souvisela s rekonstrukcí celého náměstí. 15. října téhož roku nově zrekonstruovanému sloupu slavnostně požehnal brněnský biskup Vojtěch Cikrle.